# San Salvatore Telesino
San Salvatore Telesino là một đô thị ở tỉnh Benevento trong vùng Campania, có vị trí khoảng 50 km về phía đông bắc của Napoli và khoảng 25 km về phía tây bắc của Benevento. Tại thời điểm ngày 31 tháng 12 năm 2004, đô thị này có dân số 3.892 người và diện tích là 18,1 km².
Đô thị San Salvatore Telesino có các frazioni (đơn vị cấp dưới, chủ yếu là các làng) Casale, Epitaffio, và Banca.
San Salvatore Telesino giáp các đô thị: Amorosi, Castelvenere, Faicchio, Puglianello, San Lorenzello, Telese Terme.